# Стоянов Олександр Ілліч
Олекса́ндр Іллі́ч Стоя́нов  (1841, Київська губернія — 1914) — український педагог, археолог та етнограф другої половини XIX ст.

## Життєпис
Народився в Київській губернії, в родині офіцера російської армії, який, ймовірно, був вихідцемі з Болгарії. Мати, очевидно, була українкою, бо Стоянов чітко ідентифікував себе українцем — відчував усі нюанси та відтінки української мови, часто і влучно вживав народні приказки та афоризми, виконув українську пісню на Кавказі, у фортеці сванського князя.
Закінчив київську гімназію та історико-філологічний факультет Київського університету (1858—1862). Після закінчення університету записався на педагогічні курси, що були створені при Київському університеті. Викладав у гімназії Немирова, але недовго.
Активний член Старої київської громади. Разом з Павлом Чубинським викладав українською мовою у київській недільні йшколі; уклав популярні книжечки для читання, зокрема переклав українською мовою збірник байок Л. Глібова. Написав одну з перших рецензій на «Букварь южнорусскій» Шевченка, опублікований у петербурзькому журналі «Воспитание» за 1861 р;, виступив із палкою та зворушливою промовою-прощанням під час перепоховання Тараса Шевченка. За свідченням фольклориста Олександра Лоначевського Стоянов став одним із ініціаторів масштабного проекту зі збирання народної творчості, зокрема українських народних пісень. Сам з десятками інших громадівців у 1960-х роках брав у ньому участь. У нього збереглася чимала часта архіву цього проекту. Вже, проживаючі в Грузії, він ретельно опрацьовував цей архів, готував матеріали до друку, додавав свої коментарі. Ці рукописи використали Володимир Антонович та Михайло Драгоманов у 2-томному збірникові «Исторические песни малорусского народа».
У часописі «Основа» та російській пресі Олександр Стоянов неодноразово емоційно відстоював права української мови та школи. Він належав дорадикального крила громадівців: разом з Миколою Константиновичем, Олександром Лашкевичем та іншими пропагував ідею автономії України в складі всеслов'янської федерації держав (тези Кирило-Мефодієвського товариства).
На Стоянова звернув увагу Третій відділ, що зарахував його до проводирів громадівського руху та рекомендував віддалити від поля діяльності. Ймовірно, через це потрапив у 1866 р. на Кавказ, як неблагонадійний завдяки безальтернативній пропозиції керівництва навчального округу. Там — у Ставрополі, П'ятигорську, Тифлісі, Кутаїсі та Батумі він працював спочатку вчителем історії, географії, латинської мови, а потім — інспектором та директором гімназій. З 1878 директор Кутаїської гімназії (Грузія). У Грузії Олександр Стоянов здобув репутацію плідного дослідника грузинської етнології, фольклористики та археології, а також як унікального садівника. Його ім'я потрапило до 8-ми томних «Очерков истории Грузии», де наводяться його прогресивні суспільно-національні висловлювання. також він включений до «Биографического словаря членов Императорского Московского Археологического общества» (1915), де стисло окреслено його археологічні знахідки на теренах Грузії.
З 1860-х років грузинська мова поступово вилучалася як шкільний предмет і мова навчання. У 1881 році мовою викладання оголошено виключно російську. Як директор Кутаїської гімназії він пише до управління Кавказького навчального округу відвертий лист-протест. Грузинські історики стверджують, що він був першим чужинцем-педагогом, який не погодився з офіційним освітянським курсом Росії на Закавказзі. Використовуючи громадівський досвід, він взявся самотужки відвойовувати права грузинської мови та культури у своїй гімназії. Стоянов агітував учнів до народознавчої праці, деяких залучав у підмогу на час своїх етнологічних студій і мандрівок. Субсидіював видання гімназійного журналу грузинською мовою («Доля»). Там публікувались етнографічно-фольклористичні, історичні та літературні спроби юних ентузіастів. Серед них був Еквтиме Такаїшвілі — згодом визначний історик, археолог, співзасновник і перший професор Тифліського університету та святий грузинської православної церкви. Також у цьому журналі дебютував учень гімназії Микола Марр, згодом лінгвіст-сходознавець, історик, етнограф, археолог, академік Петербурзької академії наук, віце-президент АН СРСР.
Чимало з визначних архітектурних пам'яток Грузії, якими опікувався та захищав від руйнування Олександр Стоянов, через століття було внесено до реєстру світової спадщини ЮНЕСКО. Олександр Стоянов також особисто проводив археологічні розкопки, один з перших розпочав дослідження культово-храмового міста Колхіди Вані. Йому вдалося розкопати давньогрузинське оховання із супровідними коштовними облаштунками. Долучився до створення Кутаїського державного історичного музею імені академіка Н. Бердзенишвілі, що був офіційно відкритий у 1912 році. Влітку 1872 року в супроводі трьох уродженців цих теренів — своїх учнів розпочав краєзнавчу експедицію Сванетією, яка тривала два з половиною місяці, для чого перед цим спеціально вивчав сванську мову. Результатом стала об'ємна робота «Путешествие по Сванетии», видана друком 1876 року. Згідно з оцінкою знаного грузинського історика Гіві Цулаї, вона стала першим найповнішим етнографічним описом сванів і по повноті не мала прецедента.
В околицях селища Чакві Олександр Стоянов купив 8 десятин землі, де провів повний комплекс меліоративних заходів, проклав канави й кам'яні водостоки, дороги для доставки необхідного матеріалу, майданчики для житлових і господарських будівель. Лавровими дібровами укріпив гірські схили. Після цього приступив до власне садівництва. У свій задум уклав усі тридцятирічні заощадження — 20 тис. рублів. Усього було насаджено 6 тис. виноградних лоз, 2 тис. плодово-ягідних кущів, 3 тис. декоративних культур. Як умілого землероба виділив Олександра Стоянова знаменитий мандрівник-учений, професор Харківського університету Андрій Краснов, що побував у цих місцях у 1893 році, та згодом заснував неподалік Батумський ботанічний сад.
1882 року видав статтю, в котрій розглядав пісню «Ой що то за крячок, що по морю літає». Пісня була надрукована у «Сборникѣ чумацкихъ пѣсенъ» Івана Рудченка у чотирьох варіантах та стосувалась взяття половецькими кочівниками міста Торчеськ 1093 року. У цій публікації він на основі аналізу пісні наводив аргументи на раннє заселення українцями своїх етнічних територій. Ця стаття викликала жваву дискусію, у якій взяли участь Микола Костомаров та історик і фольклорист Іван Новицький.
Нагороджений орденами Святої Анни, Станіслава та Володимира.